# Рай (Кировская область)
Рай — деревня в Оричевском районе Кировской области в составе Спас-Талицкого сельского поселения.

## География
Расположена на расстоянии примерно 6 км на восток по прямой от райцентра поселка  Оричи.

## История
Известна с 1802 года как деревня Раевская с 5 дворами. В 1873 году здесь (деревня Раевская или Рай) дворов 11 и жителей 66, в 1905 16 и 79, в 1926 (деревня Рай или Раевская) 16 и 85, в 1950 14 и 62, в 1989 оставался 1 постоянный житель. Настоящее название утвердилось с 1939 года. 

## Население
Постоянное население составляло 0 человек в 2002 году, 5 в 2010.